# Jan Siemerink
Johannes Martinus "Jan" Siemerink (Rijnsburg, Katwijk, Països Baixos, 14 d'abril de 1970) és un ex-tennista professional neerlandès.

## Palmarès

### Individual: 12 (4−8)
| Llegenda (pre/post 2009)                                 |
| -------------------------------------------------------- |
| Grand Slams (0−0)                                        |
| Tennis Masters Cup / ATP Finals (0−0)                    |
| ATP Masters Series / ATP World Tour Masters 1000 (0−0)   |
| ATP International Series Gold / ATP World Tour 500 (0−2) |
| ATP International Series / ATP World Tour 250 (4−6)      |

| Títols per superfície |
| --------------------- |
| Dura (2−4)            |
| Gespa (1−0)           |
| Terra batuda (0−1)    |
| Moqueta (1−3)         |

| Resultat  | Núm. | Data                   | Torneig                   | Superfície   | Oponent             | Marcador                      |
| --------- | ---- | ---------------------- | ------------------------- | ------------ | ------------------- | ----------------------------- |
| Guanyador | 1.   | 22 d'agost de 1991     | Singapur, Singapur        | Dura         | Gilad Bloom         | 6−4, 6−3                      |
| Finalista | 1.   | 20 d'octubre de 1991   | Viena, Àustria            | Moqueta (i)  | Michael Stich       | 4−6, 4−6, 4−6                 |
| Finalista | 2.   | 7 de febrer de 1993    | Marsella, França          | Moqueta (i)  | Marc Rosset         | 2−6, 6−7(1)                   |
| Finalista | 3.   | 30 de juliol de 1995   | Amsterdam, Països Baixos  | Terra batuda | Marcelo Ríos        | 4−6, 5−7, 4−6                 |
| Finalista | 4.   | 27 d'agost de 1995     | Long Island, Estats Units | Dura         | Ievgueni Kàfelnikov | 6−7(0), 2−6                   |
| Finalista | 5.   | 1 d'octubre de 1995    | Basilea, Suïssa           | Dura (i)     | Jim Courier         | 7−6(2), 6−7(5), 7−5, 2−6, 5−7 |
| Guanyador | 2.   | 17 de juny de 1996     | Nottingham, Regne Unit    | Gespa        | Sandon Stolle       | 6−3, 7−6(0)                   |
| Finalista | 6.   | 18 d'agost de 1996     | New Haven, Estats Units   | Dura         | Alex O'Brien        | 6−7(6), 4−6                   |
| Finalista | 7.   | 13 d'octubre de 1996   | Viena (2)                 | Moqueta (i)  | Boris Becker        | 4−6, 7−6(7), 2−6, 3−6         |
| Finalista | 8.   | 9 de novembre de 1997  | Estocolm, Suècia          | Dura (i)     | Jonas Björkman      | 6−3, 6−7(2), 2−6, 4−6         |
| Guanyador | 3.   | 2 de març de 1998      | Rotterdam, Països Baixos  | Moqueta (i)  | Thomas Johansson    | 7−6(2), 6−2                   |
| Guanyador | 4.   | 28 de setembre de 1998 | Tolosa, França            | Dura (i)     | Greg Rusedski       | 6−4, 6−4                      |

### Dobles: 18 (11−7)
| Llegenda (pre/post 2009)                                 |
| -------------------------------------------------------- |
| Grand Slams (0−0)                                        |
| Tennis Masters Cup / ATP Finals (0−0)                    |
| ATP Masters Series / ATP World Tour Masters 1000 (2−0)   |
| ATP International Series Gold / ATP World Tour 500 (0−1) |
| ATP International Series / ATP World Tour 250 (9−6)      |

| Títols per superfície |
| --------------------- |
| Dura (2−3)            |
| Gespa (3−1)           |
| Terra batuda (4−1)    |
| Moqueta (2−2)         |

| Resultat  | Núm. | Data                 | Torneig                         | Superfície   | Parella          | Oponents                            | Marcador            |
| --------- | ---- | -------------------- | ------------------------------- | ------------ | ---------------- | ----------------------------------- | ------------------- |
| Finalista | 1.   | 16 de juny de 1991   | 's-Hertogenbosch, Països Baixos | Gespa        | Richard Krajicek | Hendrik Jan Davids Paul Haarhuis    | 3−6, 6−7            |
| Guanyador | 1.   | 28 de juliol de 1991 | Hilversum, Països Baixos        | Terra batuda | Richard Krajicek | Francisco Clavet Magnus Gustafsson  | 7−5, 6−4            |
| Finalista | 2.   | 13 d'octubre de 1991 | Berlín, Alemanya                | Moqueta (i)  | Daniel Vacek     | Petr Korda Karel Nováček            | 6−3, 5−7, 5−7       |
| Guanyador | 2.   | 21 de març de 1993   | Miami, Estats Units             | Dura         | Richard Krajicek | Patrick McEnroe Jonathan Stark      | 6−7, 6−4, 7−6       |
| Guanyador | 3.   | 6 de febrer de 1994  | Marsella, França                | Moqueta (i)  | Daniel Vacek     | Martin Damm Ievgueni Kàfelnikov     | 6−7, 6−4, 6−1       |
| Guanyador | 4.   | 31 de juliol de 1994 | Hilversum (2)                   | Terra batuda | Daniel Orsanic   | David Adams Andrei Olhovskiy        | 6−4, 6−2            |
| Finalista | 3.   | 8 de gener de 1995   | Doha, Qatar                     | Dura         | Andrei Olhovskiy | Stefan Edberg Magnus Larsson        | 6−7, 2−6            |
| Guanyador | 5.   | 18 de juny de 1995   | 's-Hertogenbosch                | Gespa        | Richard Krajicek | Hendrik Jan Davids Andrei Olhovskiy | 7−5, 6−3            |
| Finalista | 4.   | 24 de juliol de 1995 | Stuttgart, Alemanya             | Terra batuda | Ellis Ferreira   | Tomàs Carbonell Francisco Roig      | 6−3, 3−6, 3−6       |
| Guanyador | 6.   | 22 d'octubre de 1995 | Viena, Àustria                  | Moqueta (i)  | Ellis Ferreira   | Todd Woodbridge Mark Woodforde      | 6−4, 7−5            |
| Guanyador | 7.   | 14 de gener de 1996  | Sydney, Austràlia               | Dura         | Ellis Ferreira   | Patrick McEnroe Sandon Stolle       | 5−7, 6−4, 6−1       |
| Guanyador | 8.   | 28 d'abril de 1996   | Montecarlo, Mònaco              | Terra batuda | Ellis Ferreira   | Jonas Björkman Nicklas Kulti        | 2−6, 6−3, 6−2       |
| Finalista | 5.   | 12 de gener de 1997  | Sydney                          | Dura         | Paul Haarhuis    | Luis Lobo Javier Sánchez            | 4−6, 7−6, 3−6       |
| Finalista | 6.   | 15 de març de 1998   | Copenhaguen, Dinamarca          | Moqueta (i)  | Brett Steven     | Tom Kempers Menno Oosting           | 4−6, 6−7            |
| Guanyador | 9.   | 21 de juny de 1998   | 's-Hertogenbosch (2)            | Gespa        | Guillaume Raoux  | Joshua Eagle Andrew Florent         | 6−3, 3−6, 6−1       |
| Finalista | 7.   | 4 d'octubre de 1998  | Tolosa, França                  | Dura (i)     | Paul Haarhuis    | Olivier Delaître Fabrice Santoro    | 2−6, 4−6            |
| Guanyador | 10.  | 20 de juny de 1999   | 's-Hertogenbosch (3)            | Gespa        | Leander Paes     | Ellis Ferreira David Rikl           | Cancel·lada (pluja) |
| Guanyador | 11.  | 7 de maig de 2000    | Orlando, Estats Units           | Terra batuda | Leander Paes     | Justin Gimelstob Sébastien Lareau   | 6−3, 6−4            |